# 喬治·希斯勒
喬治·哈洛德·希斯勒（英語：George Harold Sisler, 1893年3月24日—1973年3月26日），綽號「紳士喬治」，為美國職棒大聯盟的一壘手。先後待過布朗、參議員與勇士隊。1920年，他單季擊出257支安打，這項紀錄一直持續到2004年才被日籍選手鈴木一朗打破。
1922年為希斯勒的生涯年，曾締造連續41場安打紀錄，打擊率4成20。單季246支安打，51次盜壘，這也被許多人認為是所有大聯盟球員的個人紀錄中，單一球員表現最好的一個球季。
希斯勒退休後擔任球探，他還幫助道奇隊總教練Branch Rickey尋找有潛力的黑人球員，最終球隊簽下了傑基·羅賓森—史上第一位大聯盟黑人球員。
1939年，希斯勒入選名人堂。1999年，The Sporting News將其評選為棒球百大明星中的第33名。

## 早年
希斯勒生於俄亥俄州曼徹斯特(今新法蘭克林)。他的祖先是1850年代從北德國移民至美國的後代。14歲時，他與哥哥一起搬到阿克倫，不過後來他哥哥死於肺結核。
1911年，希斯勒與匹茲堡海盜隊簽下小聯盟約。然而他完全沒有在小聯盟出賽，而是在密西根大學比大學棒球。1912年，他曾締造7局20K的驚人紀錄。當時密西根大學棒球隊的教練團之一正是聖路易布朗隊總教練Branch Rickey。
不過當時希斯勒已與海盜隊簽下合約。瑞奇則是與海盜隊老闆溝通，要求他將希斯勒釋出，但是海盜隊不願意。後來瑞奇寫信給大聯盟，大聯盟認為此合約已經違法。後來瑞奇順利與希斯勒簽下合約，希斯勒也加入布朗隊。

## 職業生涯
1915年，希斯勒以投手身分登上大聯盟，5勝6敗，防禦率2.35。不過他曾經兩度面對參議員隊王牌華特·強森拿下完投勝。1916年，他轉往一壘守備。該年他34次盜壘成功。1916年到1922年，他每個球季都達成至少28次盜壘成功。
1917年，希斯勒打擊率為3成53，37盜，190安。1918年，他的打擊率為3成41，45盜為聯盟第一。

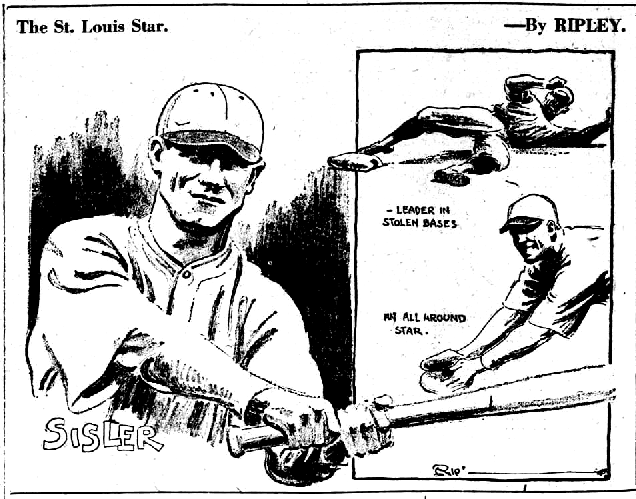
1922年，美國漫畫家羅伯特·李普利筆下的希斯勒

1920年，希斯勒幾乎場場出賽。他的打擊率高達4成07，42盜，19轟，257安打破了泰·柯布在1911年創下的單季248安紀錄。
不過在那一年，貝比·魯斯創下了單季54轟新紀錄，宣布了死球時代的終結。這也使得比較沒有太多人去關心希斯勒的紀錄。
1922年，希斯勒連續41場擊出安打，成為當時美聯的紀錄(後來被喬·迪馬喬打破)。該年他打擊率4成20為20世紀以來第三高紀錄。他也獲選為該年美聯MVP。
1923年，他因罹患鼻竇炎影響視力而造成球季報銷。1924年，他再度達成單季打擊率突破3成。
1928年，布朗隊將希斯勒交易至參議員隊，他只出賽20場就被交易至勇士隊。1928年到1930年間，他的打擊率分別為3成40、3成26、3成09。1930年球季結束後，希斯勒宣布退休。總計他生涯打擊率為3成40，並有375次盜壘成功。

## 生涯數據
| 出賽場次 | 打數 | 得分 | 安打 | 二安 | 三安 | 全壘打 | 打點 | 盜壘 | 盜壘失敗 | 保送 | 三振 | 打擊率 | 上壘率 | 長打率 | 整體攻擊指數 | 壘打數 | 犧牲觸擊 | 觸身球 |
| -------- | ---- | ---- | ---- | ---- | ---- | ------ | ---- | ---- | -------- | ---- | ---- | ------ | ------ | ------ | ------------ | ------ | -------- | ------ |
| 2055     | 8267 | 1284 | 2812 | 425  | 164  | 102    | 1178 | 375  | 143      | 472  | 327  | .340   | .379   | .468   | .847         | 3871   | 226      | 48     |

希斯勒有6季單季超過200安，13個球季打擊率超過3成。1926年是希斯勒唯一一個打擊率低於3成的球季。

## 晚年與紀念
退休後，道奇隊總教練瑞奇讓希斯勒成為他球隊的球探，他們兩位也和另一位選手杜克·史奈德一起指導後進。希斯勒也幫助瑞奇尋找有潛力的黑人球員，最後希斯勒向瑞奇提拔了傑基·羅賓森。1961年，希斯勒還向羅伯托·克萊門特建議他換一支較重的球棒，後來克萊門特也在那年拿下打擊王。
希斯勒兩個兒子迪克與戴夫都是1950年代的大聯盟球員。1950年，費城人與道奇正在爭奪國聯冠軍，兩隊在例行賽最後一場交手，結果費城人因為迪克的再見全壘打，打敗道奇進軍世界大賽。當時希斯勒正是擔任道奇隊的球探，結果球隊被自己的兒子擊出再見全壘打遭到淘汰。這段故事也被美國文豪厄尼斯特·海明威寫進了他的故事老人與海裡。希斯勒的大兒子小希斯勒，則是在小聯盟擔任總教練，還擔任國際聯盟的聯盟主席。
1973年，還在海盜隊擔任球探的希斯勒去世，享年80歲。為了紀念希斯勒在棒球上的貢獻，聖路易紅雀隊主場布希體育場外還設置了他的雕像。
2004年10月1日，日籍選手鈴木一朗打破了希斯勒高懸84年的單季安打紀錄，他面對遊騎兵隊擊出單季第258支安打。當時希斯勒的女兒Frances Sisler Drochelman還與其他親友一起到場見證破紀錄的時刻。2009年大聯盟明星賽在聖路易舉辦，參與其中的鈴木一朗也趁此機會到了希斯勒的陵墓前致意。當時聖路易布朗隊的春訓球場也以他名字命名為希斯勒球場，球場經營權已被小聯盟球隊接管，現在仍在使用中。

## 外部連結
- 球員資訊和成績在MLB，ESPN，Baseball-Reference，Fangraphs（英文）